# Bentornata, zia Elisabeth!
Bentornata, zia Elisabeth! (Family Reunion) è una miniserie televisiva del 1981 diretta da Fielder Cook e basata sull'articolo How America Lives pubblicato dal giornalista Joe Sparton sulla rivista Good Housekeeping. Tra gli interpreti figurano Bette Davis, John Shea, David Huddleston e Roy Dotrice.
Trasmessa negli Stati Uniti l'11 e 12 ottobre 1981 sulla rete NBC, è andata in onda per la prima volta in Italia il 4, 11 e 18 giugno 1982 in prima serata su Rai 2, divisa in 3 puntate da 60 minuti.

## Trama
Elizabeth Winfield è un'insegnante del New England recentemente andata in pensione dopo una carriera di cinquant'anni. Con un biglietto illimitato dell'autobus ricevuto in regalo dai suoi colleghi durante la cerimonia di congedo, decide di visitare i membri della sua famiglia da cui da tempo si è allontanata. Durante la sua assenza, la sua piccola città natale, che porta il nome della sua famiglia, cade preda dei suoi parenti disonesti che trafficano in attività e situazioni commerciali ambigue e corrotte. L'insegnante ritorna nel tentativo di fermare la costruzione di un progetto e, armata dell'integrità morale che ha instillato nei suoi studenti negli ultimi cinque decenni, riesce a risolvere la situazione in tempo per le festività annuali del Founder's Day.